# Antonio José
Antonio José (født 2. januar 1995 i Palma del Río, Spanien) er en spansk sanger, som deltog i Junior Eurovision Song Contest 2005 med sangen "Te traigo flores", og kom på andenpladsen. Han spiller også guitar.